# Los Pollos Hermanos
Los Pollos Hermanos es un restaurante de comida rápida de pollo frito que se originó en las series de televisión Breaking Bad y Better Call Saul. En el universo ficticio de Breaking Bad, Los Pollos Hermanos es una organización fachada para la fabricación y distribución de metanfetaminas de Gus Fring. El escenario utilizado para el restaurante en el programa fue en una sucursal de Twisters en South Valley (Nuevo México), y Twisters ha visto un aumento en el negocio atribuido a estar asociado con Breaking Bad. Debido a la popularidad del programa, Los Pollos Hermanos ha aparecido en numerosas ocasiones y lugares como un restaurante temporal de la vida real.

## Historia en el universo ficticio

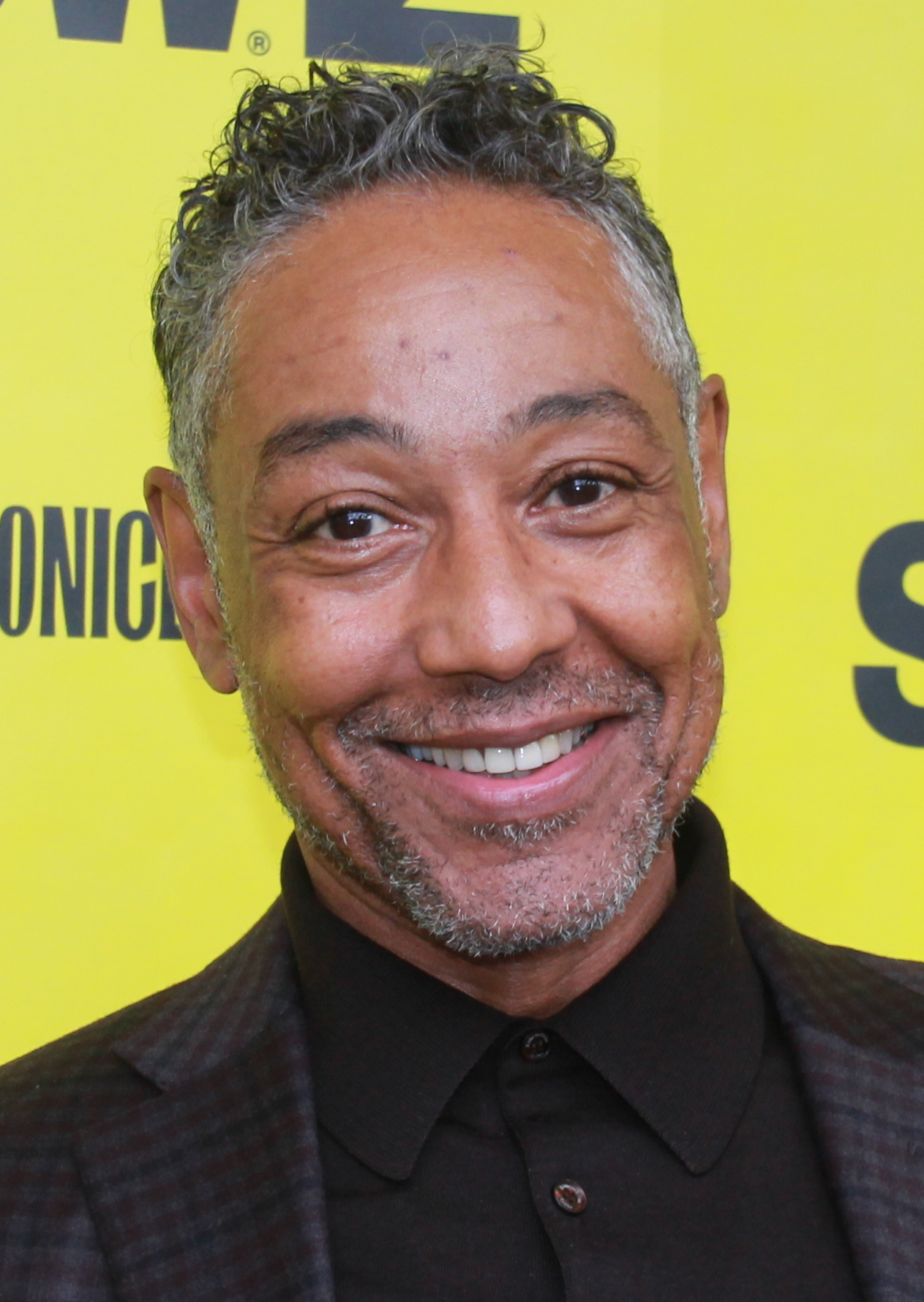
Giancarlo Esposito interpreta a Gustavo Fring, el propietario de Los Pollos Hermanos.

Los Pollos Hermanos fue fundado por los ciudadanos chilenos Gus Fring (interpretado por Giancarlo Esposito) y Max Arciniega (James Martínez) en México. Una historia apócrifa contada en un anuncio televisivo ficticio sugiere que se inspiró en recetas cocinadas por los tíos de Gus. Eventualmente Gus emigró a los Estados Unidos y abrió sucursales principalmente en Nuevo México, y la cadena creció hasta tener más de una docena de restaurantes en todo el suroeste de Estados Unidos. Los camiones de Los Pollos Hermanos se utilizaban para contrabandear drogas fabricadas por el cartel de drogas ficticio del programa a través de la frontera entre Estados Unidos y México. Una gran granja de pollos para Los Pollos Hermanos en las afueras de Albuquerque servía de fachada donde las drogas que llegaban eran procesadas y enviadas a las diversas tiendas y otros destinos. Fring mantenía a los restaurantes limpios de cualquier negocio relacionado con el negocio de drogas del cártel.
La compañía eventualmente se convirtió en una subsidiaria del conglomerado naviero alemán ficticio, Madrigal Electromotive GmbH, cuyas conexiones Fring usó para aumentar aún más el alcance de sus operaciones legales e ilegales. Tras la muerte de Fring a manos de Walter White (Bryan Cranston) y Héctor Salamanca (Mark Margolis), la cadena se cerró, y el restaurante insignia de Albuquerque volvió a ser Twisters, el mismo restaurante que se utiliza como escenario de la filmación en la vida real.

## Historia en la vida real

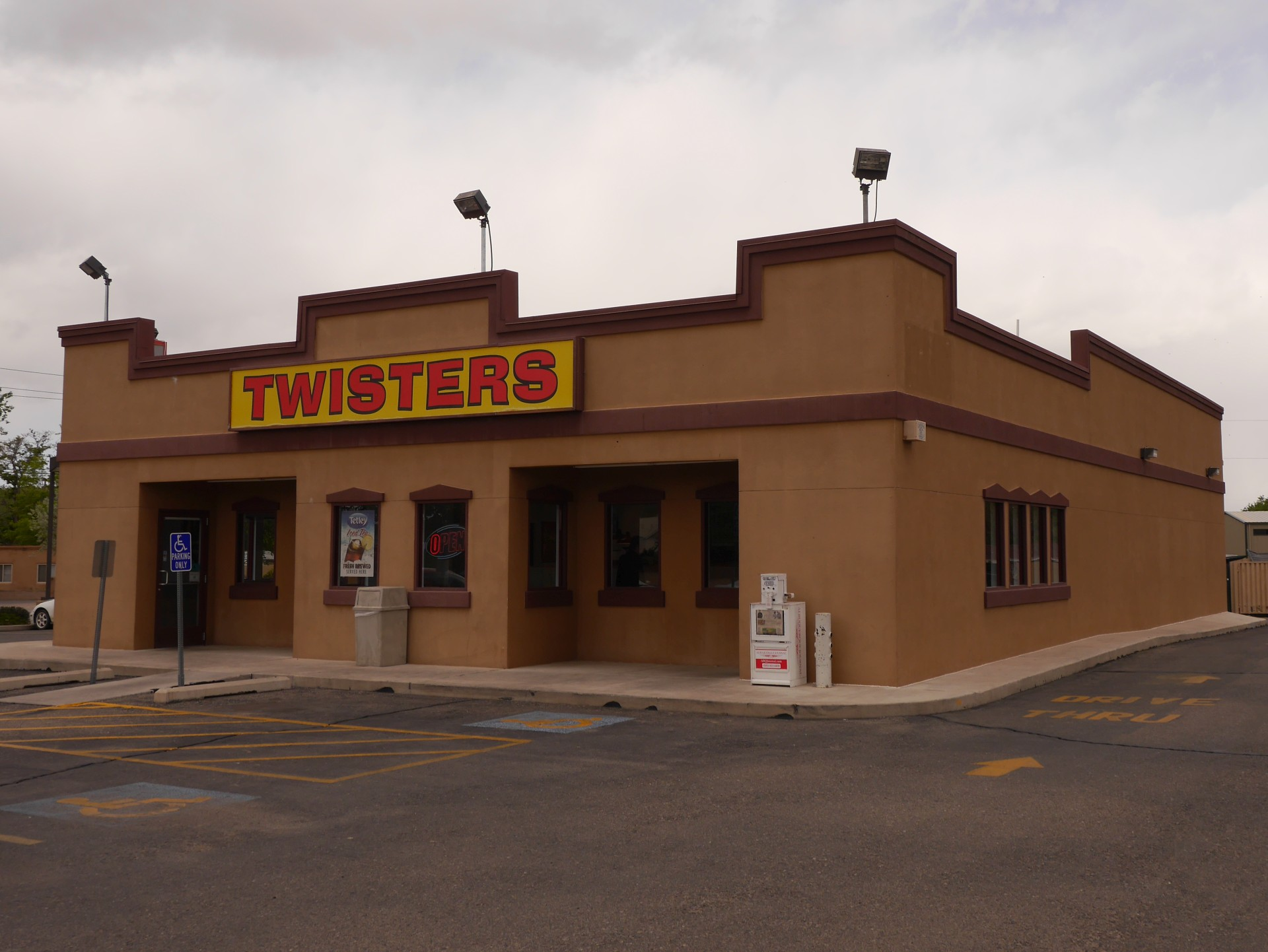
La tienda Twisters en Albuquerque usada para la tienda insignia de Los Pollos Hermanos durante la filmación de Breaking Bad y Better Call Saul.

Mientras Breaking Bad seguía en emisión en 2013, Twisters afirmó haber recibido un aumento del 10% en sus ingresos debido a su asociación con el programa. En 2014, un hombre del condado de Cook (Illinois), fue arrestado y acusado de varios delitos, incluyendo la fabricación de metanfetamina, y llevaba una camiseta de Los Pollos Hermanos en su fotografía. El creador de Breaking Bad, Vince Gilligan, reveló en un Reddit AMA (por sus siglas en inglés, «Ask Me Anything»; en español, «Pregúntame cualquier cosa») de 2015 que hubo conversaciones en Sony para convertir a Los Pollos Hermanos en un restaurante verdadero.
El logo del restaurante fue creado en 2008 por el artista mexicano Humberto Puentes-Segura. Topanga Productions, una subsidiaria de Sony Pictures, la productora de Breaking Bad, comenzó a vender mercancía, incluyendo camisetas y gorras con el logo de Los Pollos Hermanos. En 2016, Puentes-Segura demandó a Sony Pictures y Topanga Productions, alegando que no permitía que Sony concediera licencias o vendiera mercancías con el logotipo.
En 2017, Los Pollos Hermanos abrió una serie de restaurantes temporales en varias ciudades. Se anunció su apertura para los días 9 y 10 de abril en la ciudad de Nueva York en Pearl Street (Manhattan), aunque, según se informa, el restaurante solo ofrecía papas fritas rizadas en el menú y nada de pollo. También apareció en Los Ángeles el 10 y 11 de abril, y en Austin (Texas) para South by Southwest. El 11 y 12 de abril se produjo un evento temporal en Thirsty Bird en Potts Point (Nueva Gales del Sur), con Giancarlo Esposito haciendo una visita el primer día. Netflix, el distribuidor internacional de la serie, también organizó dos eventos temporales separados en Italia el 12 y 13 de mayo en restaurantes de pollo frito real en Roma y Milán, que fueron decorados para parecerse a los restaurantes de Los Pollos Hermanos.
En 2017, la miniserie Los Pollos Hermanos Employee Training fue lanzada como una promoción para la tercera temporada de Better Call Saul. Ganó el premio de «Mejor serie de comedia o drama de forma corta» (en inglés, Outstanding Short Form Comedy or Drama Series) en los Premios Primetime Emmy a las Artes Creativas de 2017.
El 20 de enero de 2018, para celebrar el décimo aniversario del comienzo de Breaking Bad, el local de Twister utilizado para filmar el restaurante en el programa fue temporalmente renovado por un día para que se pareciera a Los Pollos Hermanos. La ocasión fue pagada por dos «súper fanáticos» llamados Edward Candelaria y Marq Smith, y supuestamente no fue sancionada por Sony Pictures o AMC. El evento también coincidió con el comienzo de la filmación local de la cuarta temporada de Better Call Saul, y varios miembros del elenco de Breaking Bad, incluyendo a Ian Posada (Brock Cantillo) y Jeremiah Bitsui (Víctor), aparecieron en el evento.
En agosto de 2018, Postmates ofreció un servicio de entrega por tiempo limitado de Los Pollos Hermanos para Los Ángeles y la ciudad de Nueva York.
A finales de 2019 el restaurante temporal «Breaking Bad Experience» (en español, Experiencia Breaking Bad) funcionaba en el 7100 Santa Monica Boulevard en West Hollywood (California), e incluía artículos que recordaban a Los Pollos Hermanos. Unos días más tarde, se anunció que la red de reparto de comida Family Style Inc. se asoció con Sony Pictures Consumer Products y comenzó a ofrecer Los Pollos Hermanos a través de Uber Eats en mercados selectos, comenzando por Los Ángeles. Un restaurante temporal en Venice Beach (California) también abrió el 24 de octubre de 2019 para el estreno de El Camino: A Breaking Bad Movie.